# Aristolochia liukiuensis
Aristolochia liukiuensis är en piprankeväxtart som beskrevs av Hatusima. Aristolochia liukiuensis ingår i släktet piprankor, och familjen piprankeväxter. Inga underarter finns listade i Catalogue of Life.